# Корнецел (Бакеу)
Корнецел (рум. Cornățel) — село у повіті Бакеу в Румунії. Входить до складу комуни Урекешть.
Село розташоване на відстані 202 км на північ від Бухареста, 49 км на південь від Бакеу, 121 км на південь від Ясс, 109 км на північний захід від Галаца, 122 км на північний схід від Брашова.

## Населення
За даними перепису населення 2002 року у селі проживали 822 особи, усі — румуни. Усі жителі села рідною мовою назвали румунську.